# Mario Kumpf
Mario Kumpf (* 1986 in Löbau) ist ein deutscher Politiker (AfD) und war von 2019 bis 2024 Abgeordneter im Sächsischen Landtag.

## Leben und politische Tätigkeit
Kumpf ist gelernter Koch und Gastronom sowie selbstständiger Fachwirtschaftler im Bereich Vitalität und Gesundheitstourismus. Des Weiteren unterstützt er seit dem Jahr 2006 den familieneigenen Gaststättenbetrieb »Blockhaus zum Waldfrieden« in Friedersdorf. Von 2008 bis 2010 war er Mitbetreiber der Ebersbacher Humboldtbaude auf dem Schlechteberg. Später engagierte sich Kumpf politisch und kandidierte Anfang 2019 als Mitglied der AfD für den Ebersbach-Neugersdorfer Stadt- sowie den Görlitzer Kreistag. Er wurde in beide Versammlungen gewählt.
Bei der Landtagswahl in Sachsen 2019 wurde Kumpf über das Direktmandat im Wahlkreis Görlitz 3 in den Sächsischen Landtag gewählt. Bei der parteiinternen Nominierung zur Landtagswahl 2024 verfehlte Kumpf eine erneute Kandidatur; er unterlag Roman Golombek.
Sein politisches Engagement richtet sich besonders auf die Themen Bildung, Schule und Familie sowie Tourismus und Umweltschutz.
Kumpf ist liiert und Vater einer Tochter. Er wohnt in Ebersbach-Neugersdorf.